# Pseudophilautus pardus
Pseudophilautus pardus es una especie de anfibio anuro de la familia Rhacophoridae.

## Distribución geográfica
Esta especie era endémica de Sri Lanka. Fue descrita en 2007 a partir de muestras recogidas en 1876 por Günther.
 
Esta especie se considera extinta según los criterios de la Lista Roja de la UICN.

## Descripción
El holotipo de Pseudophilautus pardus es una hembra que mide 32 mm.

## Etimología
El nombre de la especie, proviene del griego pardus, que significa "leopardo", y le fue dado en referencia a su librea que recuerda al leopardo, Panthera pardus.

## Publicación original
- Meegaskumbura, Manamendra-Arachchi, Schneider & Pethiyagoda, 2007: New species amongst Sri Lanka’s extinct shrub frogs (Amphibia: Rhacophoridae: Philautus). Zootaxa, n.º 1397, p. 1-15[3]